# Brilliant Antwerp
Brilliant Antwerp - Fedekam '86 Mars is een compositie voor harmonieorkest, fanfare en Brassband van de Nederlandse componist Henk van Lijnschooten. Het is gecomponeerd in opdracht van de Koninklijke Federatie van Katholieke Muziekbonden (Fedekam) in de Belgische provincie Antwerpen ter gelegenheid van het vijfenzestigjarig bestaan in 1986. 
Het werk werd op cd opgenomen door de Koninklijke Militaire Kapel onder leiding van Pierre Kuijpers.